# M2-es metróvonal (Varsó)
A varsói M2-es metróvonal a varsói metró második vonala, a Księcia Janusza és a Trocka között közlekedik. Építését 2010-ben kezdték el, az első szakaszt 2015-ben adták át.

## Története
2005. november 14-én a varsói Városi Tanács a 2020-as fejlesztési tervekbe felvette az új metróvonal megépítését. A vonal 27 állomást tartalmazna 31 kilométeren. Az építkezéseket 4 részre bontották, az első a városközpontot érintő vonal, mely 7 állomást tartalmaz a Rondo Daszyńskiego és a Vilniusi vasútállomás (Dworzec Wileński) között. Ezt a szakaszt 2015. március 8-án adták át a forgalomnak. Nyugat felé az STP Mory felé, míg kelet felé három elágazó vonalat terveznek. Utóbbi vonalak közül a Gocław felé haladó nyomvonal lehet majd az M3-as metróvonal keleti szakasza, mely szintén a városközpontot szelné ketté, de az M2-es vonaltól délebbre.
2019. szeptember 15-én átadták a Dworzec Wileński és Trocka közötti szakaszt.
2020. április 4-én adták át Płocka, Młynów és Księcia Janusza állomásokat.
Az M2-es vonal további szakaszait 2022-ben és 2025-ben tervezik átadni.

## Állomáslista
| M2 (Bemowo ◄► Bródno) |                        |          |                      |
| Perc (↓)              | Állomás                | Perc (↑) | Átadás               |
| terv.                 | STP Karolin            | terv.    | 2025                 |
| terv.                 | Karolin                | terv.    | 2025                 |
| terv.                 | Chrzanów               | terv.    | 2025                 |
| terv.                 | Lazurowa               | terv.    | 2025                 |
| 0                     | Bemowo                 | 33       | 2022. június 30.     |
| 2                     | Ulrychów               | 31       | 2022. június 30.     |
| 4                     | Księcia Janusza        | 29       | 2020. április 4.     |
| 6                     | Młynów                 | 27       | 2020. április 4.     |
| 8                     | Płocka                 | 25       | 2020. április 4.     |
| 10                    | Rondo Daszyńskiego     | 23       | 2015. március 8.     |
| 12                    | Rondo ONZ              | 21       | 2015. március 8.     |
| 14                    | Świętokrzyska          | 19       | 2015. március 8.     |
| 15                    | Nowy Świat-Uniwersytet | 18       | 2015. március 8.     |
| 17                    | Centrum Nauki Kopernik | 16       | 2015. március 8.     |
| 19                    | Stadion Narodowy       | 14       | 2015. március 8.     |
| 21                    | Dworzec Wileński       | 12       | 2015. március 8.     |
| 23                    | Szwedzka               | 10       | 2019. szeptember 15. |
| 25                    | Targówek Mieszkaniowy  | 8        | 2019. szeptember 15. |
| 27                    | Trocka                 | 6        | 2019. szeptember 15. |
| 29                    | Zacisze                | 4        | 2022. szeptember 28. |
| 31                    | Kondratowicza          | 2        | 2022. szeptember 28. |
| 33                    | Bródno                 | 0        | 2022. szeptember 28. |
|                       |                        |          |                      |
| terv.                 | Dworzec Wschodni       | terv.    | 2030                 |
| terv.                 | STP Kozia Górka        | terv.    | 2030                 |
| terv.                 | Mińska                 | terv.    | 2030                 |
| terv.                 | Rondo Wiatraczna       | terv.    | 2030                 |
| terv.                 | Ostrobramska           | terv.    | 2030                 |
| terv.                 | Fieldorfa              | terv.    | 2030                 |
| terv.                 | Gocław                 | terv.    | 2030                 |

## Galéria

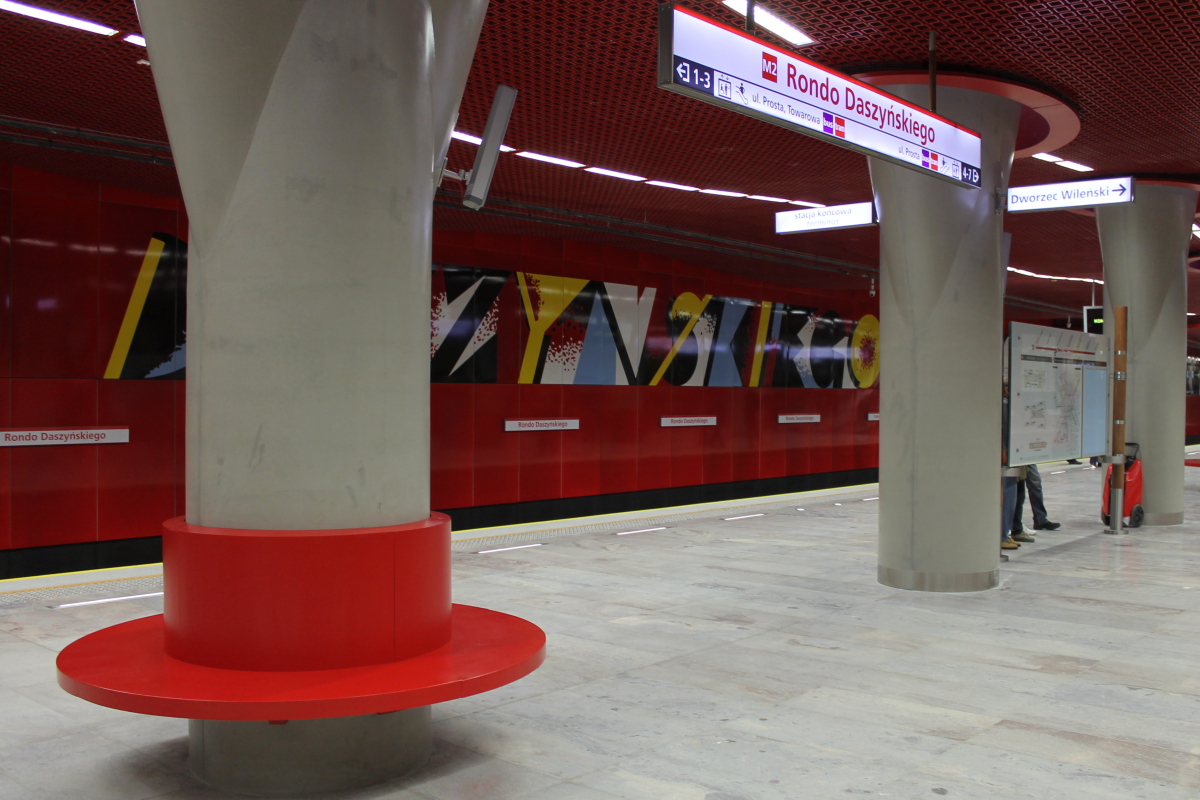
Rondo Daszyńskiego
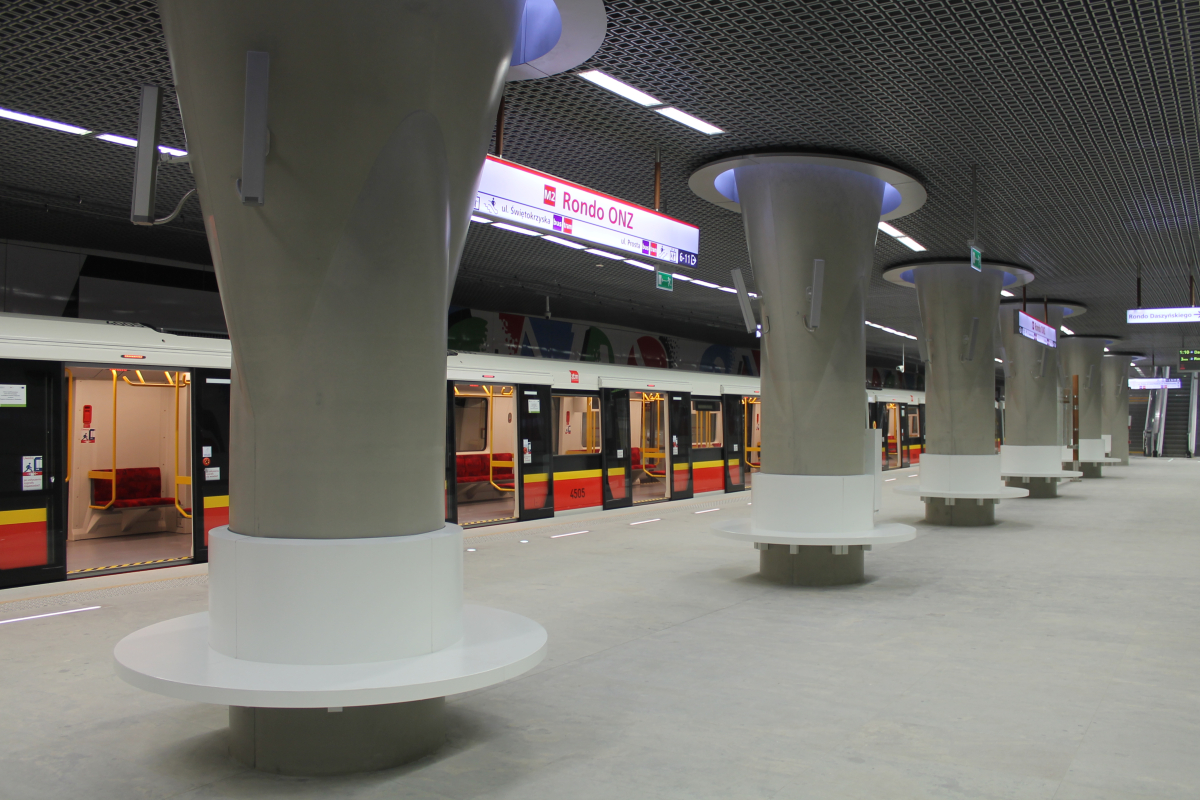
Rondo ONZ
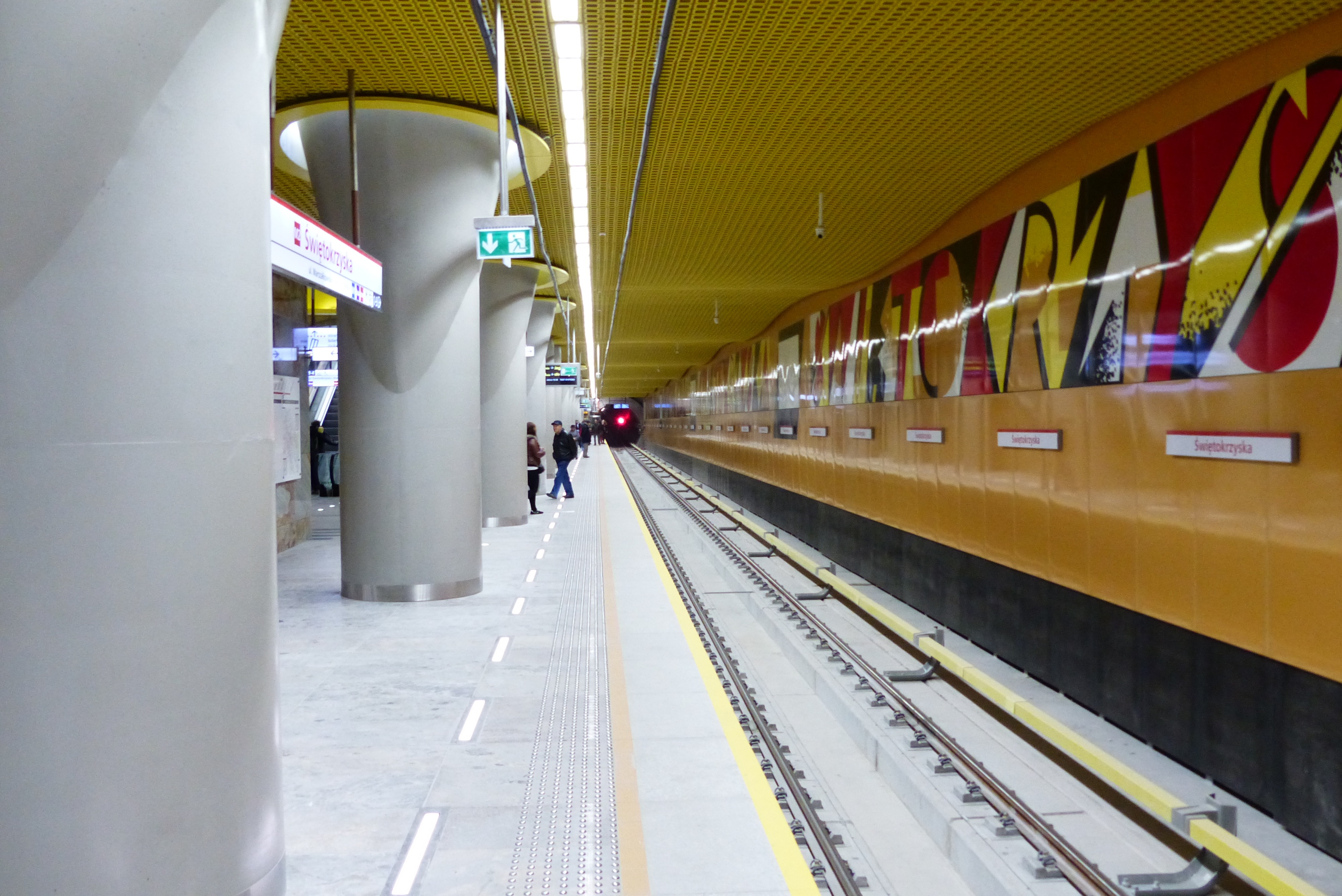
Świętokrzyska
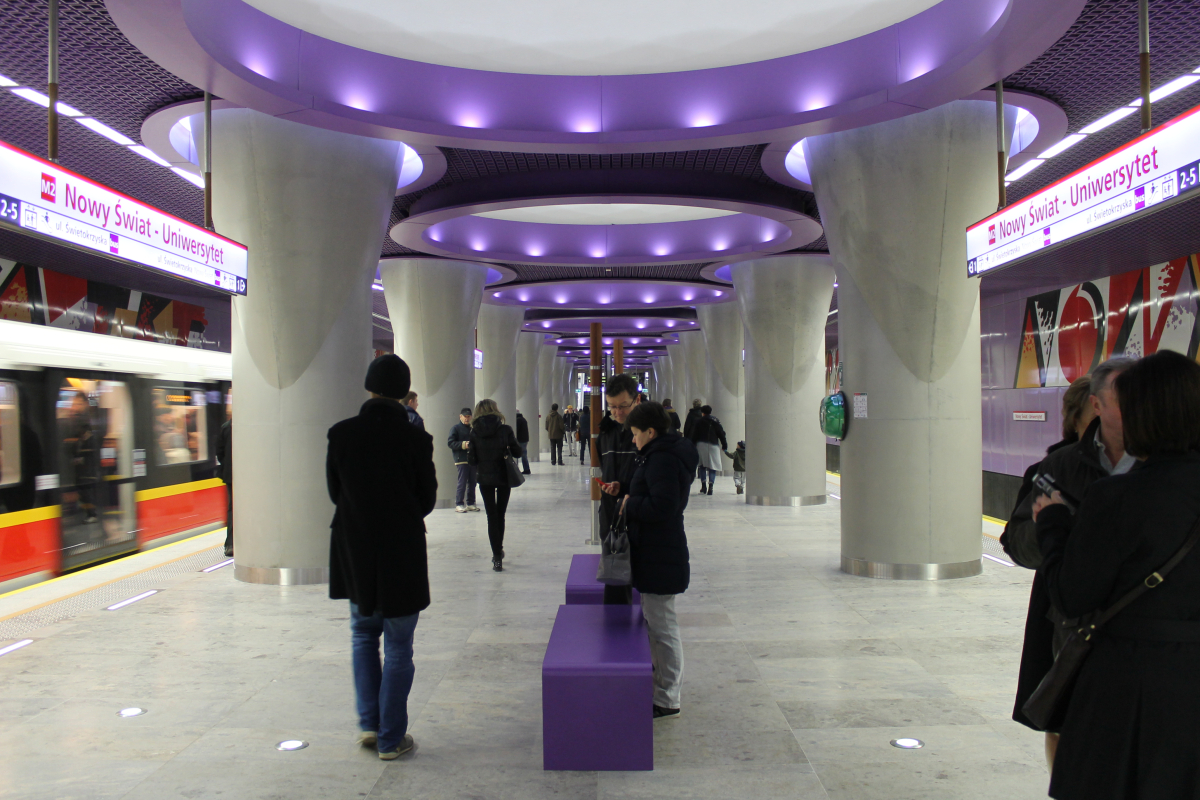
Nowy Świat-Uniwersytet
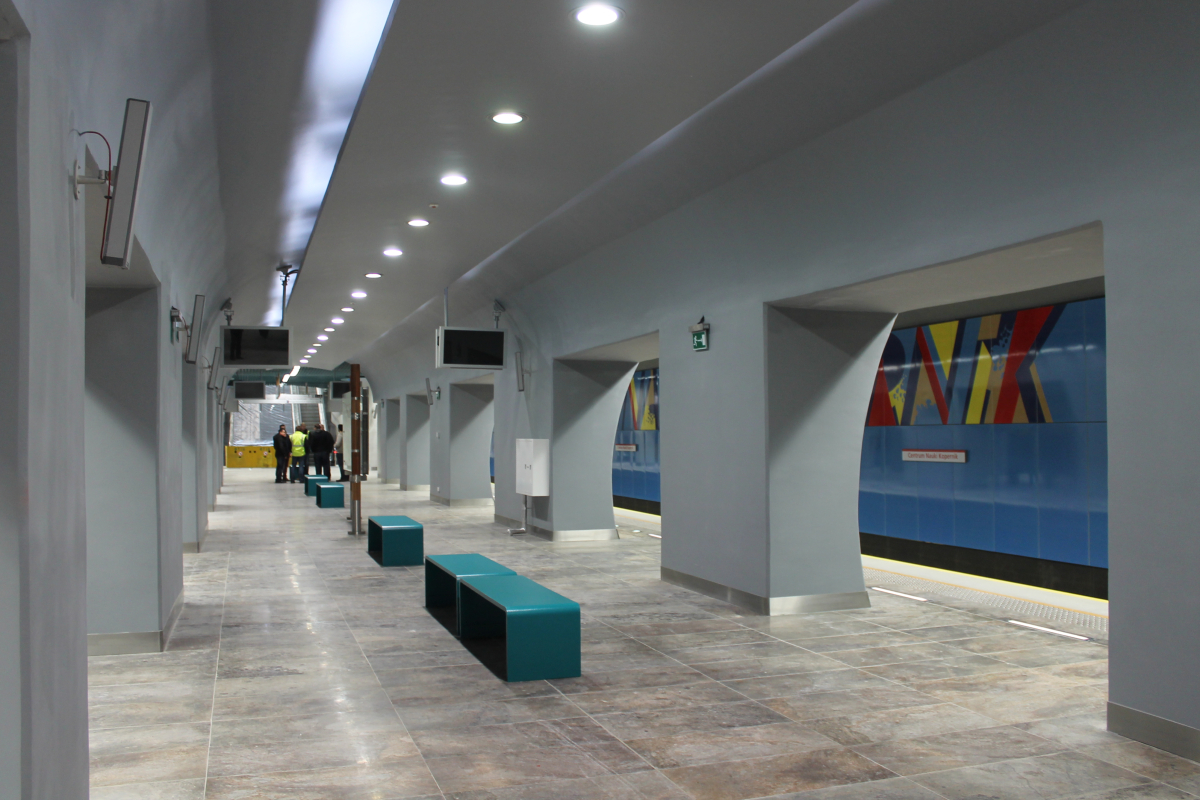
Centrum Nauki Kopernik
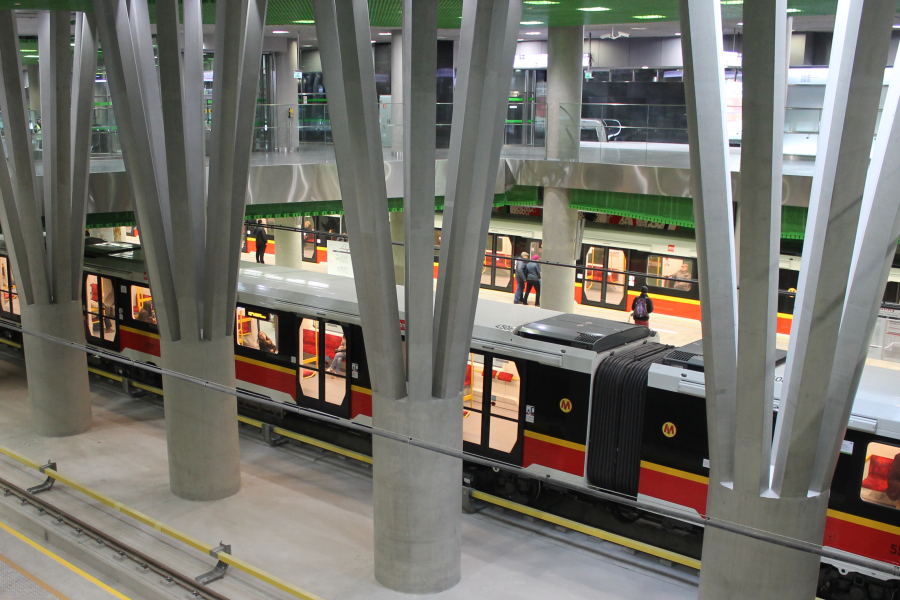
Stadion Narodowy
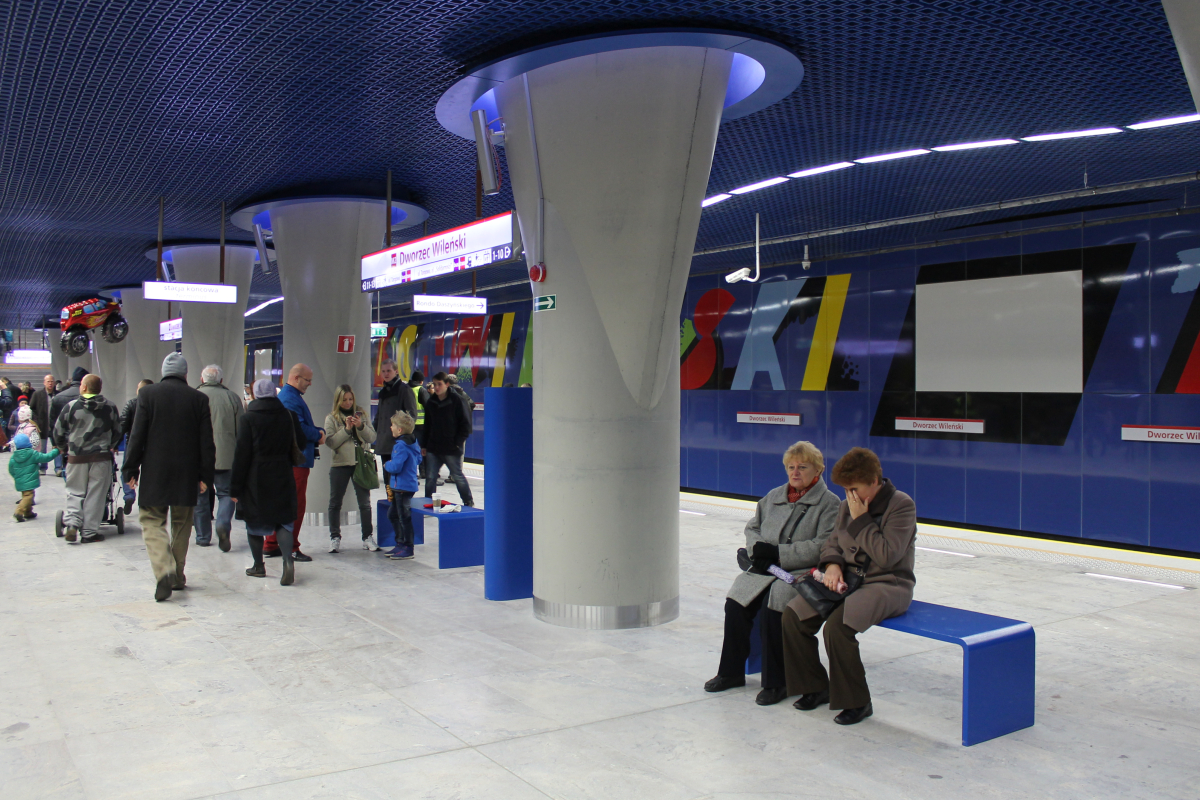
Dworzec Wileński

## További információ
- A ZTM honlapja (angol nyelven). ztm.waw.pl. (Hozzáférés: 2016. április 1.)

## Fordítás
Ez a szócikk részben vagy egészben  a   Linia M2 metra w Warszawie című lengyel Wikipédia-szócikk fordításán alapul.  Az eredeti cikk szerkesztőit annak laptörténete sorolja fel. Ez a jelzés csupán a megfogalmazás eredetét és a szerzői jogokat jelzi, nem szolgál a cikkben szereplő információk forrásmegjelöléseként.